# Домінантний наратив
Домінантний наратив може бути використаний для опису об'єктива, в якому розповідається історія, з точки зору домінуючої культури. Цей термін був описаний як «невидима рука», яка спрямовує реальність та сприйману реальність. Домінуючий наратив може стосуватися різних аспектів життя, таких як історія, політика, економіка. Домінуюча культура визначається як більшість культурних практик суспільства. Наратив можна визначити як розповідь історії, як справжню, так і вигадану. Поєднання цих двох термінів у сукупності створює уявлення про домінуючий наратив, який розповідає історію більшості. Домінуючий наратив можна визначити за допомогою соціально-політичної та соціально-економічної ситуації, в якій оповідач проживає своє життя.
Домінуючий наратив у чомусь схожий на метанаратив або великий наратив. Ці два терміни стосуються уявлення про те, що існує спільний досвід, переживання, або сумарний переказ, досвід чи розповідь про історію. На відміну від вищезазначених термінів, домінуючий наратив як поняття використовується для пояснення не просто того, що існує одна розповідь, але й того, що робить можливим, щоб це була та розповідь, яка розповідається. Цей термін стосується причин, за якими домінуючий наратив насправді є домінуючим.
Важливо також поглянути на те, хто не включений у домінуючий наратив і як це може вплинути на суспільство та людей у цих маргіналізованих групах. Не кожен має доступ до того, щоб бути частиною домінуючого наративу. Термін «контррозповідь» було введено, для опису історій та переживань тих, хто не перебуває в домінуючому наративі або не має права бути його частиною. Контррозповідь використовується як спосіб поділитися історіями меншин, виключеними, та боротьба з домінуючим наративом.

## Домінуючі групи
Вчена Джудіт Лорбервизначає та описує представників А-категорії як тих, хто займає домінуючу позицію в групі в різних аспектах життя. Наприклад, це можна побачити в темі раси (категоризація людей), коли білий колір шкіри є А-категорією, а всі меншини ― не-А; або в темі гендеру, коли чоловік є А-категорією, а жінка ― не-А. Це поняття включає в себе всю інтерсекційність, такі як вік, сексуальна орієнтація, цис-/транссексуали, освіту і громадянство. Домінуючим наративом є ті, які беруть участь і отримують користь від асоціювання з домінуючою культурою. Наявність форм привілеїв та влади, які походять від перебування в категоріях Лорбер, можуть бути безпосередньо пов'язані з перебуванням у пануючій культурі. Домінуючий наратив складається з того, чий голос можна впізнати та представити при переказуванні історій, чи чий голос/історія сприймається як дійсний чи реальний.

## Критика та занепокоєння з домінантним наративом
Існує низка критичних зауважень та занепокоєнь щодо того, що в суспільстві існує домінуючий наратив. Багато критичних зауважень щодо домінуючого наративу випливають із виключення контрнаративів. Для повного розуміння того, що є домінуючим наративом, та розуміння його прикладів необхідно зрозуміти його обмеження. Деякі обмеження існування домінуючого наративу включають наступне:

### Метанаратив серед домінуючої групи
Наявність домінуючого наративу може створити уявлення про існування метанаративу серед домінуючої групи, тобто всі, крім домінуючої групи, переживають життя однаково. На прикладі кавказького домінантного наративу це означало б, що всі кавказці з дещо подібним соціально-політичним та соціально-економічним становищем переживають життя і події однаково, і це неправда. Домінуючий наратив може узагальнити пережитий досвід людей у межах домінуючої культури. Метанаратив серед домінуючої культури створює уявлення про те, що бути білим ― є нормою, а домінуюча культура ― це нормальна культура, до якої інші культури повинні адаптуватися. Почуття нормальності може бути дуже проблематичним, оскільки спонукає людей домінуючої більшості не змінюватися і не ставити під сумнів моральність суспільства.

### Ігнорування пережитого досвіду меншин
Наявність домінуючого наративу, заснованого на домінуючій культурі, означає, що той, хто не входить в домінуючу культуру, не може бути частиною домінуючого наративу. Оскільки домінантний наратив прийнятий як норма, це означає, що ті, хто не є в домінуючому наративі, є ненормальними. Оповідач може сильно вплинути на те, як хтось бачить себе і ставиться до себе. Якщо хтось не є частиною домінуючого наративу, і його історія не розповідається, це означає, що його/її пережитий досвід ігнорується і, в свою чергу, вилучається з історії. Пережитий досвід, подібний до контрнаративів, можна визначити як повсякденний досвід, з яким стикаються люди, і найчастіше мається на увазі досвід групи меншин. Пережитий досвід також називають матеріальною реальністю, що означає, що вони є відчутними переживаннями та реаліями, якими люди живуть щодня, навіть якщо вони суперечать домінантному оповіданню. Террі пояснюється, як соціальна нерівність може вплинути на те, які розповіді можна почути, а які ні.

### Як суспільство дізнається правду?
Джейн Робертс часто цитують: «у кожної історії є три сторони. Ваша. Моя. Що насправді сталося: правда». Домінуючий наратив робить так, що розповідається лише одна сторона будь-якої історії, це повністю ігнорує будь-які інші сторони або навіть істину. За визначенням, домінуючий наратив не включає всі аспекти будь-якої події. Вивчаючи домінуючий наратив, люди лише частково отримують інформацію про будь-які історичні чи поточні події. Це створює хибну історію більшої частини історії. Вінстона Черчилля часто асоціюють з приказкою «історію пишуть переможці». Ця приказка безпосередньо стосується концепції домінуючого наративу та того, як не переказується повна історія подій, що стосується меншин. Це означає, що в загальноосвітній школі та в засобах масової інформації про людей не дають точної інформації та історичних звітів.

## Приклади домінантного наративу
Домінуючий наратив можна побачити майже в будь-якому аспекті життя, починаючи із засобів масової інформації, історії, реклами та активізму. Нижче наведено кілька прикладів місць, де може бути присутнім домінуючий розповідь:

### ЗМІ
Журналістика та засоби масової інформації також можуть бути обрамлені домінуючою орієнтацією. Це проблематично, оскільки найбільше уваги отримують новини, і цей наратив вважається важливими. Прикладом домінуючого наративу в ЗМІ є геноцид у Руанді, який майже повністю ігнорувався західними ЗМІ та новинами. Групи етнічної більшості, хуту, яка намагалась ліквідувати етнічну групу тутсі. Спочатку геноцид в Руанді не трактувався ЗМІ як геноцид, намагаючись ігнорувати тяжкість події. Оскільки події в Руанді безпосередньо не вплинули на американських чи європейських громадян, геноцид, здавалося, не був такою важливою новиною у ЗМІ. Але навіть коли раса не є важливим фактором, засоби масової інформації можуть сформувати домінуючий наратив таким чином, щоб прищепити байдужість та уникнути втручання. Наприклад, це сталося на ранніх етапах розпаду Югославії, оскільки багато міжнародних урядів заперечували факт геноциду в Боснії.

### Активізм
Приклад домінуючого наративу в активізмі можна побачити у рухах за права жінок. Фемінізм першої хвилі критикували за відсутність включення чорношкірих жінок і раси в їх рухи. Феміністична історія часто пояснюється в рамках внесків заможних та освічених американських або британських жінок. Білі жінки з вищим соціально-економічним становищем були не єдиними жінками, які брали участь у феміністичному активізмі першої хвилі, але найчастіше були єдиними, хто отримував доступ до політичних здобутків та визнання.